# Афанасенко, Алексей Петрович
Алексе́й Петро́вич Афана́сенко (27 мая 1925, Угранский район — 3 декабря 1972, Кривой Рог, Днепропетровская область) — разведчик 429-й отдельной разведывательной роты (371-я стрелковая дивизия, 5-я армия, 3-й Белорусский фронт) рядовой.

## Биография
Родился 27 мая 1925 года в деревне Ворожановка (ныне Угранского района Смоленской области) в крестьянской семье. Окончил 7 классов школы. Трудился в колхозе.
В годы Великой Отечественной войны в январе 1942 года вступил в партизанский отряд «Северный медведь», действовавший в Смоленской области. Позднее отряд влился в 329-ю стрелковую дивизию, оказавшуюся в окружении под Вязьмой.
С марта 1942 года Афанасенко на фронтах Великой Отечественной войны.
Разведчик 429-й отдельной разведывательной роты 371-й стрелковой дивизии рядовой Афанасенко в ночь на 5 декабря 1944 года возле населённого пункта Шталлупёнен в Восточной Пруссии (ныне город Нестеров Калининградской области) в составе разведывательной группы проник в траншею противника и обеспечил захват «языка». 10 декабря 1944 года приказом по дивизии был награждён орденом Славы 3-й степени.
13 января 1945 года возле населённого пункта Шлоссберг в Восточной Пруссии (ныне посёлок Добровольск Калининградской области) ворвался в траншею противника и увлёк за собой бойцов, гранатой уничтожил пулемётный расчёт и пленил одного противника. 9 февраля 1945 года приказом по армии был награждён орденом Славы 2-й степени.
11 февраля 1945 года в районе населённого пункта Золлникен (ныне Медовое, в 23 км от населённого пункта Прёйсиш-Эйлау (ныне город Багратионовск) был ранен, был перевязан и вновь вернулся в бой, продолжая выполнять боевую задачу, уничтожил 4 солдат противника и двоих взял в плен. В том же бою был контужен. Указом Президиума Верховного Совета СССР от 23 сентября 1945 года награждён орденом Славы 1-й степени.
26 февраля 1945 года в составе группы разведчиков отразил контратаку противника, уничтожив из автомата 12 солдат противника и двоих взяв в плен. 13 марта 1945 года награждён орденом Красной Звезды.
3 марта 1945 года в населённом пункте Коршелькен, юго-западнее Кёнигсберга, с ручным пулемётом, обойдя противника с фланга, вступил с ним в бой. Противник потерял 4-х солдат и при отступлении бросил 2 станковых пулемёта. При попытке контратаковать Афанасенко уничтожил ещё троих солдат противника. 22 апреля 1945 года рядовой Афанасенко был награждён медалью «За отвагу».
В дальнейшем старшина Афанасенко воевал на Дальневосточном фронте.
После демобилизации Алексей Петрович Афанасенко жил в городе Кривой Рог, работал электриком на шахте «Гигант».
Скончался 3 декабря 1972 года в городе Кривой Рог.

## Награды
- дважды Орден Красной Звезды (29.11.1944, 13.03.1945);
- Медаль «За отвагу» (22.04.1945);
- Орден Славы 1-й степени (23.09.1945);
- Орден Славы 2-й степени (09.02.1945);
- Орден Славы 3-й степени (10.12.1944);
- Медаль «За победу над Японией» (30.09.1945);
- Медаль «За взятие Кёнигсберга» (09.06.1945);
- Медаль «За победу над Германией в Великой Отечественной войне 1941—1945 гг.» (09.05.1945);
- Орден Октябрьской Революции;
- Знак «Шахтёрская слава» 3-й степени.